# Apomecyna excavata
Apomecyna excavata là một loài bọ cánh cứng trong họ Cerambycidae.